# Tobias Kamke
Tobias Kamke (Lübeck, 21 de Maio de 1986) é um tenista profissional alemão.
Em 2010 entrou pela primeira vez no top100 mundial. Encerrou o ano de 2011 como o número 96 do mundo.

## ITF Simples finais: 9 (4–5)
| Legenda (Simples)                 |
| --------------------------------- |
| Grand Slam (0–0)                  |
| ATP World Tour Finals (0–0)       |
| ATP World Tour Masters 1000 (0–0) |
| ATP World Tour 500 (0–0)          |
| ATP World Tour 250 (0–0)          |
| ATP Challenger Tour (4–5)         |

| Posição | N. | Data             | Torneio                   | Piso     | Oponente            | Placar                  |
| ------- | -- | ---------------- | ------------------------- | -------- | ------------------- | ----------------------- |
| Vice    | 1. | 12 Novembro 2007 | Helsinki, Finlândia       | Duro (i) | Steve Darcis        | 3–6, 6–1, 4–6           |
| Vice    | 2. | 26 Maio 2008     | Karlsruhe, Alemanha       | Saibro   | Teymuraz Gabashvili | 1–6, 4–6                |
| Vice    | 3. | 12 Abril 2010    | Baton Rouge, EUA          | Duro (i) | Kevin Anderson      | 7–6(9–7), 6–7(7–9), 1–6 |
| Vice    | 4. | 31 Maio 2010     | Fürth, Alemanha           | Saibro   | Robin Haase         | 4–6, 2–6                |
| Campeão | 1. | 26 Julho 2010    | Granby, Canadá            | Duro     | Milos Raonic        | 6–3, 7–6(7–4)           |
| Campeão | 2. | 11 Outubro 2010  | Tiburon, EUA              | Duro     | Ryan Harrison       | 6–1, 6–1                |
| Campeão | 3. | 13 Novembro 2011 | Loughborough, Reino Unido | Duro     | Flavio Cipolla      | 6–2, 7–5                |
| Vice    | 5. | 7 Julho 2012     | Braunschweig, Alemanha    | Saibro   | Thomaz Bellucci     | 6–7(4–7), 3–6           |
| Campeão | 4. | 16 Setembro 2012 | Pétange, Luxemburgo       | Duro     | Paul-Henri Mathieu  | 7–6(9–7), 6–4           |